# Argo Mulyo (Muara Sugihan)
Argo Mulyo is een bestuurslaag in het regentschap Banyuasin van de provincie Zuid-Sumatra, Indonesië. Argo Mulyo telt 1865 inwoners (volkstelling 2010).